# Aspidogaster tigarai
Aspidogaster tigarai är en plattmaskart som beskrevs av Dandotia och Bhadauria 1977. Aspidogaster tigarai ingår i släktet Aspidogaster och familjen Aspidogastridae. Inga underarter finns listade i Catalogue of Life.